# 崔院强
崔院强，中华人民共和国政治人物、全国脱贫攻坚先进个人。

## 生平
崔院强任甘泉县石门镇魏家沟村驻村第一书记，甘泉县水政水资源管理办公室干部。因在脱贫攻坚战中作出突出贡献，2021年2月25日全国脱贫攻坚总结表彰大会上，崔院强被授予“全国脱贫攻坚先进个人”。